# Emauzy (Vražné)
Emauzy (německy Emaus) jsou osada ležící v okrese Nový Jičín v Moravskoslezském kraji, která spadá pod obec Vražné, od níž leží asi 2 kilometry severozápadním směrem.

## Historie
Osada Emauzy vznikla roku 1787. První písemná zmínka ovšem pochází již z roku 1765, kdy bylo naplánováno založení osady, nakonec byl ovšem tento úmysl kvůli protestům některých měšťanů odložen.